# Agonopsis sterletus
Agonopsis sterletus és una espècie de peix pertanyent a la família dels agònids.

## Descripció
- Fa 15 cm de llargària màxima.[6][7]

## Hàbitat
És un peix marí, demersal i de clima subtropical que viu entre 42 i 91 m de fondària.

## Distribució geogràfica
Es troba al Pacífic oriental central: des de San Simeon (costes centrals de Califòrnia, els Estats Units) fins a la Baixa Califòrnia (Mèxic).

## Observacions
És inofensiu per als humans.